# 臼ヶ岳 (神奈川県)
臼ヶ岳（うすがたけ）は、丹沢山地の丹沢主稜にある標高1,460 mの山である。山体は神奈川県相模原市緑区と足柄上郡山北町に属すが、山頂部は山北町側にある。丹沢大山国定公園に指定されている。
臼ヶ岳周辺は丹沢山地で最も山深い地域で、登山者は少ない。登山路は丹沢主稜縦走路が一般的である。
丹沢主稜はほとんど木々で覆われていて展望が良い場所は少ないが、臼ヶ岳付近に展望が開けている場所があり、蛭ヶ岳などの山々を望むことができる。

## 周辺の山
- 檜洞丸 (1,601 m)
- ミカゲ沢ノ頭 (1,421 m)
- 蛭ヶ岳 (1,673 m)

## 関連画像

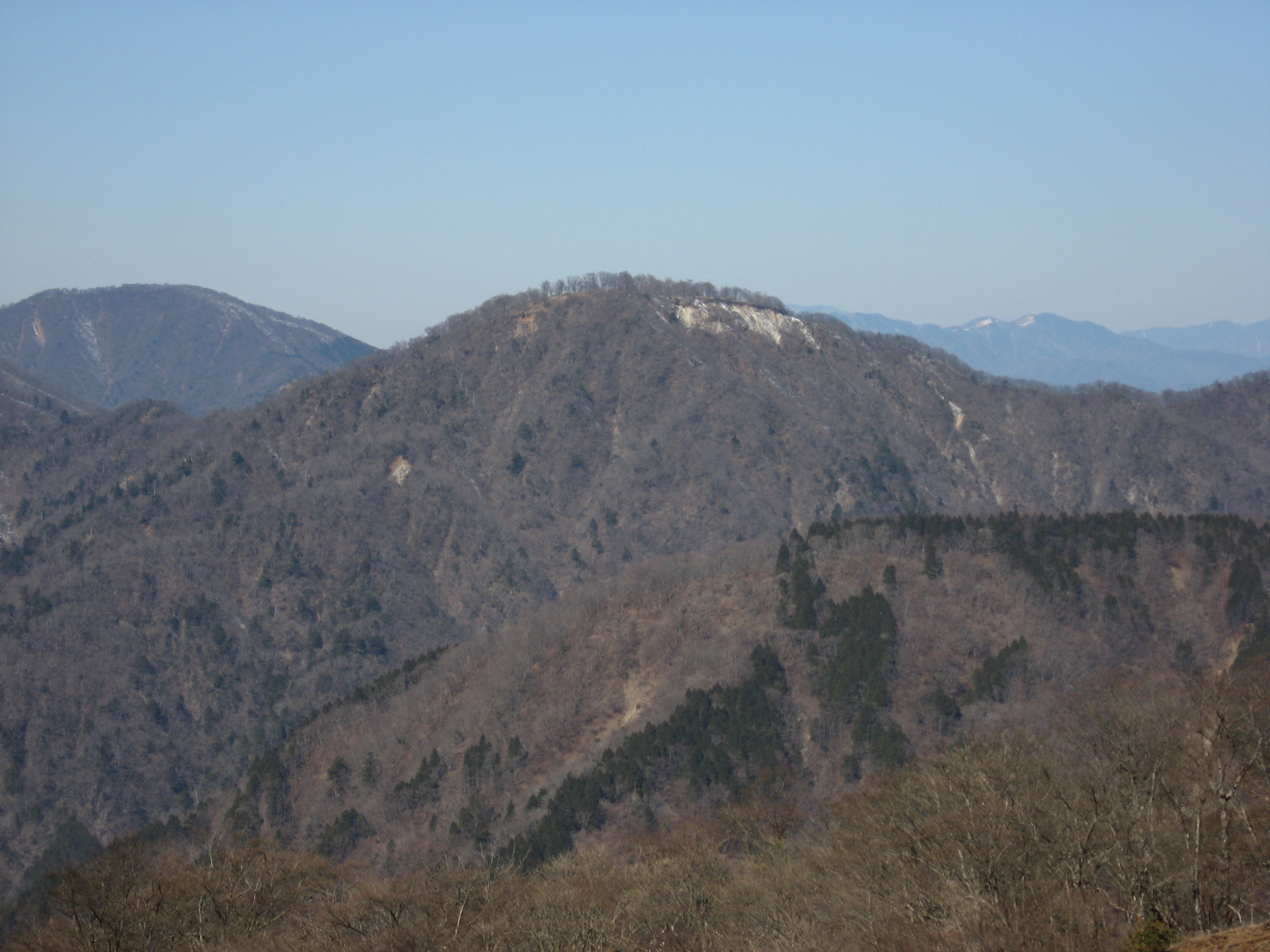
花立付近から見た臼ヶ岳